# 姿勢
姿勢(しせい)とは、体の構え方。もしくは心構えのことである。
見た目の格好、立ち姿等の目に見える姿形をさすだけではなく、その人の心構え、気持ち、気構えや決意をこの言葉で代用する事がある（例：「姿勢が問われる」「どのような姿勢で臨んだのだろうか」等）。

## 概要
体形とは本来の外形であるが、姿勢は何かしらの静的または動的の行動が加わってあらわれる姿である。

## 注意点
不自然な姿勢などは体形を変えてしまったりするなど、健康上の問題がある。